# Sei Kera Hilir II
Sei Kera Hilir II is een bestuurslaag in het regentschap Medan van de provincie Noord-Sumatra, Indonesië. Sei Kera Hilir II telt 8402 inwoners (volkstelling 2010).